# جان بروگ (بازیکن فوتبال اهل انگلستان)
جان بروگ (انگلیسی: John Brough؛ زادهٔ ۸ ژانویهٔ ۱۹۷۳) بازیکن فوتبال اهل بریتانیا است.
از باشگاه‌هایی که در آن بازی کرده‌است می‌توان به باشگاه فوتبال نیوپورت کانتی، باشگاه فوتبال چلتنهام تاون، باشگاه فوتبال بیشاپس کلیو، باشگاه فوتبال آلدرشات تاون، باشگاه فوتبال نوتس کانتی، باشگاه فوتبال هرفورد یونایتد، و باشگاه فوتبال شروزبری تاون اشاره کرد.